# Eva Nováková
Eva Nováková (* 18. ledna 1938 Turčiansky Sv. Martin) je česká politička a lékařka, po sametové revoluci československá poslankyně Sněmovny lidu Federálního shromáždění za HSD-SMS, v 90. letech politička KDU-ČSL, za níž působila jako členka Poslanecké sněmovny a senátorka (obvod č. 76 – Kroměříž).

## Vzdělání, profese a rodina
Pracovala jako lékařka. Narodila se na dnešním Slovensku. Vystudovala medicínu (fakulta všeobecného lékařství, specializace gynekolog–porodník a anesteziologie–resuscitace). Má dvě děti a čtyři vnoučata. K roku 2008 se uvádí jako předsedkyně Klubu UNESCO Kroměříž. Její dcerou je lidovecká politička Michaela Šojdrová.

## Politická kariéra
Ve volbách roku 1990 zasedla za HSD-SMS do Sněmovny lidu (volební obvod Jihomoravský kraj). Hnutí HSD-SMS na jaře 1991 prošlo rozkolem, po němž se poslanecký klub rozpadl na dvě samostatné skupiny. Nováková proto v květnu 1991 přestoupila do klubu Hnutí za samosprávnou demokracii – Společnost pro Moravu a Slezsko 1 a začala spolupracovat s KDU-ČSL. Ve Federálním shromáždění setrvala do voleb roku 1992.
Později působila již jako politička KDU-ČSL. Za ni byla ve volbách roku 1992 zvolena do České národní rady, přičemž po vzniku samostatné České republiky se Česká národní rada transformovala v nejvyšší zákonodárný sbor Česka (Poslanecká sněmovna Parlamentu České republiky. Zde zasedala do konce funkčního období v roce 1996.
Následně přešla do nově zřízené horní komory parlamentu, když v senátních volbách na podzim 1996 byla zvolena do senátu Parlamentu České republiky, přestože ji v prvním kole porazil občanský demokrat Jiří Jachan v poměru 28,78 % ku 21,49 % hlasů. V druhém kole jej však křesťanská demokratka porazila se ziskem 55,18 % hlasů. V senátu vykonávala místopředsednickou funkci ve Výboru petičním, pro lidská práva, vědu, vzdělávání a kulturu. Ve volbách roku 1998 svůj mandát neobhajovala.
V letech 1998-2002 působila jako zastupitelka a místostarostka Kroměříže, ve volbách 2002 ani ve volbách roku 2006 a 2010 nebyla zvolena.